# Vegetarianismo en la India

Marca Vegetariana: Etiquetado obligatorio en la India para distinguir productos vegetarianos (izquierda) de los no vegetarianos (a la derecha)

Según una encuesta del diario The Hindu de 2006, el 31 % de los indios son vegetarianos, mientras que otro 9% consume huevos. Entre las diversas comunidades, el vegetarianismo es más común entre la comunidad de Jain y brahmanes (55 %), y menos frecuente entre los musulmanes (3%) y los residentes de los estados costeros. Otros estudios citados por la FAO y el USDA estiman entre el 20 % y 42 % de población india vegetariana. Estos estudios indican que incluso los indios que comen carne lo hacen con poca frecuencia, menos del 30 % lo consume con regularidad. Las razones son principalmente culturales y parcialmente económicas.
En la India, el vegetarianismo es símbolo de lactovegetarianismo. La mayoría de los restaurantes en la India se distinguen claramente y se comercializan como "no vegetariano", "verde" o "vegetariano puro". Abundan los restaurantes vegetarianos, por lo general muchos están disponibles (Shakahari: comedor de patas, en sánscrito). Ingredientes de origen animal (distintos de la leche y la miel), tales como la manteca de cerdo, gelatina, caldo de carne, no se utilizan en la cocina tradicional. India ideó un sistema de marcado de los productos comestibles elaborados a partir de sólo ingredientes vegetarianos, con un punto verde en un cuadrado verde. Una marca de un punto marrón en un cuadrado de color marrón transmite que se utilizaron algunos ingredientes de origen animal (distintos de la leche o sus derivados directos).
El reciente crecimiento en el comercio mayorista organizado de la India ha sido golpeado por una cierta controversia, ya que algunos vegetarianos están exigiendo supermercados sin carne.